# إحسان الدين تشودري
إحسان الدين تشودري (1 يوليو 1915 - 30 أغسطس 2001) سياسي من بنغلادش. شغل منصب رئيس بنغلاديش من 1928 إلى 1983.

## مسيرته
ولد تشودري في 1 يونيو 1915. حصل على ليسانس الحقوق من جامعة دكا. انضم إلى الخدمة المدنية البنغال (قضائية) في عام 1942، وشغل بعد ذلك منصب قاضي المقاطعة في سيلهيت ورنكبور ودكا. تم تعيينه قاضيا في محكمة داكا العليا في 17 ديسمبر 1968 من قبل رئيس باكستان آنذاك، فيلق المشير أيوب خان، ثم قاض في شعبة الاستئناف بالمحكمة العليا في 30 يناير 1974. تقاعد من الخدمة في 1 يوليو 1977.
في أعقاب الانقلاب العسكري في مارس 1982، تولى رئيس أركان الجيش حسين محمد إرشاد السلطة بصفته كبير مسؤولي الأحكام العرفية، وأصبح القاضي إحسان الدين شودري رئيسًا لبنغلاديش في 27 مارس 1982، وهو المنصب الذي شغله حتى 10 ديسمبر 1983، حين أقاله حسين محمد إرشاد وتولى الرئاسة.
توفي تشودري في 30 أغسطس 2001.

## مناصب شغلها
كان رئيسًا لكشافة بنغلاديش، ورئيس مجلس الإدارة ومجلس أمناء مستشفى دكا للأطفال، ورئيس المؤسسة الوطنية للصحة العقلية، ورئيس اللجنة الإدارية لكلية القانون في دكا، ورئيس مجلس إدارة أنجومان إسلام، ورئيس مجلس إدارة لجنة مزار المحكمة العليا في دكا.